# Raúl Bravo
Raúl Bravo Sanfélix (wym. [raˈul ˈβɾaβo samˈfelis]; ur. 14 kwietnia 1981 w Gandíi) – hiszpański piłkarz występujący na pozycji obrońcy. Większą część kariery spędził w drużynie Realu Madryt, którego jest wychowankiem. Wraz z reprezentacji Hiszpanii wziął także udział w Mistrzostwach Europy 2004.

## Życiorys
Jest zawodnikiem lewonożnym. Od sezonu 1996 / 1997 związany z Realem Madryt, początkowo grał w ekipach juniorskich. W pierwszej drużynie Realu zadebiutował 6 października 2001 w meczu ligowym z Athletikiem, kiedy to zajął miejsce Roberto Carlosa powołanego na mecz reprezentacji Brazylii. Udało mu się wywalczyć miejsce w podstawowym składzie Realu i miał duży udział w zdobyciu Pucharu Europy w 2002. W styczniu 2003 został wypożyczony do angielskiego Leeds United, ale nie odegrał tam znaczącej roli. Po powrocie do Realu wystąpił w większości spotkań sezonu 2003 / 2004, zakończonego zajęciem przez madrycki klub dopiero czwartego miejsca w lidze. Pozycja ta wystarczyła jednak do udziału w kolejnej edycji Ligi Mistrzów. W lipcu 2007 Bravo przeszedł do Olympiakosu Pireus, a zimą 2009 roku został wypożyczony do Numancii Soria, do Olympiakosu powrócił latem 2009 roku. W 2011 roku odszedł z Olympiakosu do Rayo Vallecano. W sierpniu 2012 roku podpisał roczny kontrakt z belgijskim klubem Germinal Beerschot Antwerpia. W 2013 roku przebywał na testach w klubie Legia Warszawa jednak władze klubu nie zdecydowały się z nim na dalszą współpracę .
Razem z reprezentacją Hiszpanii Bravo wystąpił na Mistrzostwach Europy 2004. Łącznie rozegrał dla drużyny narodowej 14 spotkań.

## Statystyki kariery
| Klub                | Sezon              | Liga               | Liga  | Liga   | Puchar kraju | Puchar kraju | Europa | Europa | Inne  | Inne   | Suma  | Suma   |
| Klub                | Sezon              | Liga               | Mecze | Bramki | Mecze        | Bramki       | Mecze  | Bramki | Mecze | Bramki | Mecze | Bramki |
| ------------------- | ------------------ | ------------------ | ----- | ------ | ------------ | ------------ | ------ | ------ | ----- | ------ | ----- | ------ |
| Real Madryt         | 2001/02            | Primera División   | 7     | 0      | 0            | 0            | 4      | 0      | –     | –      | 11    | 0      |
| Real Madryt         | 2002/03            | Primera División   | 2     | 1      | 0            | 0            | 2      | 0      | –     | –      | 4     | 1      |
| Leeds United (wyp.) | 2002/03            | Premier League     | 5     | 0      | 0            | 0            | –      | –      | –     | –      | 5     | 0      |
| Real Madryt         | 2003/04            | Primera División   | 32    | 1      | 1            | 0            | 9      | 0      | 2     | 0      | 44    | 1      |
| Real Madryt         | 2004/05            | Primera División   | 14    | 0      | 0            | 0            | 3      | 0      | –     | –      | 17    | 0      |
| Real Madryt         | 2005/06            | Primera División   | 15    | 2      | 0            | 0            | 3      | 0      | –     | –      | 18    | 2      |
| Real Madryt         | 2006/07            | Primera División   | 8     | 0      | 0            | 0            | 1      | 0      | –     | –      | 9     | 0      |
| Olympiakos SFP      | 2007/08            | Superleague Ellada | 7     | 0      | 0            | 0            | 3      | 0      | –     | –      | 10    | 0      |
| Olympiakos SFP      | 2008/09            | Superleague Ellada | 6     | 0      | 0            | 0            | 0      | 0      | –     | –      | 6     | 0      |
| CD Numancia (wyp.)  | 2008/09            | Primera División   | 6     | 0      | 0            | 0            | –      | –      | –     | –      | 6     | 0      |
| Olympiakos SFP      | 2009/10            | Superleague Ellada | 26    | 0      | 1            | 0            | 12     | 0      | 6     | 0      | 45    | 0      |
| Olympiakos SFP      | 2010/11            | Superleague Ellada | 18    | 0      | 2            | 0            | 2      | 0      | –     | –      | 22    | 0      |
| Rayo Vallecano      | 2011/12            | Primera División   | 6     | 0      | 1            | 0            | –      | –      | –     | –      | 7     | 0      |
| Beerschot           | 2012/13            | Eerste klasse      | 11    | 0      | 0            | 0            | –      | –      | 1     | 0      | 12    | 0      |
| Córdoba CF          | 2013/14            | Segunda División   | 31    | 1      | 0            | 0            | –      | –      | 0     | 0      | 31    | 1      |
| PAE Weria           | 2014/15            | Superleague Ellada | 23    | 1      | 2            | 0            | –      | –      | 0     | 0      | 25    | 1      |
| Aris                | 2015/16            | Gamma Ethniki      | 10    | 0      | 0            | 0            | –      | –      | 0     | 0      | 10    | 0      |
| PAE Weria           | 2015/16            | Superleague Ellada | 6     | 0      | 0            | 0            | –      | –      | 0     | 0      | 6     | 0      |
| Aris                | 2016/17            | Superleague Ellada | 15    | 1      | 2            | 0            | –      | –      | 0     | 0      | 17    | 1      |
| Ogólnie w karierze  | Ogólnie w karierze | Ogólnie w karierze | 248   | 7      | 9            | 0            | 39     | 0      | 9     | 0      | 305   | 7      |

## Sukcesy
Real Madryt
- Mistrzostwo Hiszpanii: 2002/03, 2006/07
- Superpuchar Hiszpanii: 2001, 2003
- Liga Mistrzów: 2001/02
- Superpuchar Europy: 2002
- Puchar Interkontynentalny: 2002

Olympiakos
- Mistrzostwo Grecji: 2007/08, 2010/11